# عبارت ارجاعی
در زبانشناسی عبارت ارجاعی (به انگلیسی: referring expression) اسم یا گروهی اسمی است که مصداق آن برای مخاطب قابل تشخیص است.